# Linux.org.ru
 'Linux.org.ru'  (скорочено  'LOR' ) — некомерційний вебсайт, присвячений операційним системам сімейства Linux. Присутній новинна стрічка, форум, галерея, wiki. Сайт є одним з найпопулярніших ресурсів Рунету по темі Linux і вільного ПЗ.

## Історія
Linux.org.ru був заснований у жовтні 1998 року. Метою проекту заявляється створення російськомовного інформаційного ресурсу про операційні системи Linux і забезпечення можливості обміну інформацією, пов'язаною з GNU, Linux, UNIX і всім, що може бути цікаво в цій галузі.
Основною особливістю є форум, який сформував всередині себе колоритну спільноту як анонімних, так і зареєстрованих користувачів, адміністраторів та модераторів проекту. В обговореннях новин часто виникають гостріфлейми.

## Нововведення ресурсу
До деякого часу ЛОР існував в «замороженому» стані. Правила та зміст ресурсу майже не змінювалися з початку роботи ресурсу по 2006. Першим кроком на шляху до модернізації було введення захисту від флуду.
Наприкінці листопада 2006 були зроблені значні (за мірками консервативного ЛОР) зміни. По-перше, 29 листопада 2006, після більш ніж трирічного збору думок, було змінено опитування. Опитування, що послідували за ним, стали змінюватися з набагато більшою частотою, тому історичного інтересу не представляють. По-друге після тривалої перерви на ЛОРі знову з'явилися банери. Однак модератори ресурсу стверджують, що вони розміщені безкоштовно. Так що ЛОР як і раніше залишається некомерційним ресурсом. Третім нововведенням стала заборона на створення тем в розділі Talks (найбільш відвідуваному розділі форуму) анонімними користувачами. У відповідь на це частина анонімних користувачів вирішила перестати користуватись ЛОРом. Заборона була знята в 2008, але в тому ж році, за рішенням модераторів, заборона була введена знову.
12 лютого 2009 р. постинг у ролі анонімного користувача був заблокований. Цей крок був зроблений за результатами голосування модераторів. Один з відомих модераторів — Тучинський Артем аргументував це в тому ключі, що anonymous псує перше враження новачків про ресурс, що є неприпустимим. Подія викликала сильний резонанс серед відвідувачів ресурсу. Багато відмовилися від своїх акаунтів, виклавши в публічний доступ паролі до них, і, можливо тимчасово, пішли на інші ресурси.
2 квітня 2009 р було зроблено довго очікуване, і в той же час несподіване нововведення — були відкриті вихідні тексти двигуна LOR, в результаті чого тепер кожен може повноцінно ознайомитися з технічною стороною ресурсу і допомогти виправити помилки, якщо вони будуть виявлені.
2 вересня 2009 р анонімний постинг був знову дозволений в деяких розділах сайту.

## Критика LOR
Багато старожили LOR вважають, що якість і технічний зміст дискусій погіршився з часом («ЛОР вже не той»). Особливо часто стали з'являтися коментарі «не потрібно» і зневажливе ставлення до операційної системи Windows.

## Цікаві факти
- ЛОР-ефект (він же Слешдот-ефект). Вживається, як правило, після публікації якоїсь новини, в тексті якої вказуються посилання на сайт-першоджерело, що містить додаткову інформацію. Суть цього ефекту в тому, що сайт-першоджерело стає недоступним. Про причини цього можна тільки здогадуватися. Хоча серед відвідувачів ЛОР'а і не прийнято 'ходити по посиланнях', але можна припустити, що величезна кількість відвідувачів ЛОР'а відправляється за уточненням і сайт не витримує навантаження.
- Максим Валянский — засновник ресурсу і беззмінний координатор проекту linux.org.ru. Періодично бере участь в обговореннях, хоча й дуже рідко у порівнянні з минулим.